# Ленинская Искра (Кировская область)

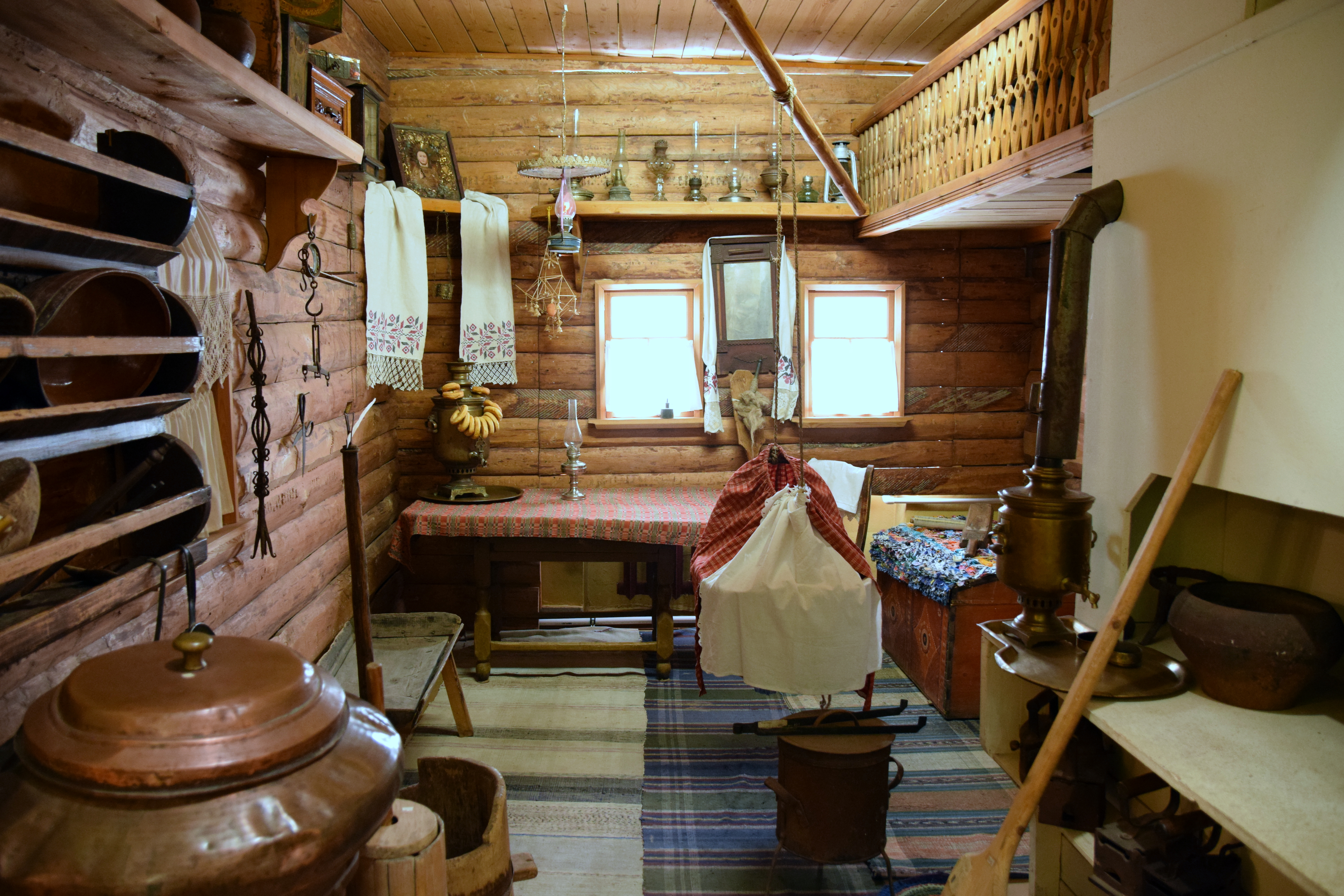
Экспозиция музея истории крестьянства в пос. Ленинская искра

Ле́нинская И́скра — посёлок в Котельничском районе Кировской области. Административный центр муниципального образования Биртяевское сельское поселение.

## География
Посёлок расположен на реке Вятка, в 4 километрах северо-восточнее города Котельнич у автодороги Вятка.

## Население
| 2010 |
| ---- |
| 2057 |

## Экология
Неподалеку от посёлка расположен объект по уничтожению химического оружия.

## Известные жители
Прокошина, Александра Васильевна — художественный руководитель ансамбля песни и танца «Искорка», бывшая солистка хора им. Пятницкого, ей первой в области присвоено звание народной артистки СССР (1979).
Ронжин, Андрей Миронович — советский хозяйственный и партийный деятель, Герой Социалистического Труда.